# Bioklast
Bioklast – fragment twardego elementu (szkieletu, muszli), budującego organizmy żywe, transportowany i zdeponowany w skale osadowej. Skały osadowe zbudowane w większości z bioklastów to skały organodetrytyczne (organogeniczne).